# خوان اجناسيو كاراسكو
خوان اجناسيو كاراسكو (بالإسبانية: Juan Ignacio Carrasco)‏ مواليد 9 يوليو 1974 في برشلونة، هو لاعب كرة مضرب إسباني سابق بدأ مسيرته كمحترف سنة 1993 وكان يلعب باليد اليسرى. أعلى تصنيف له في الزوجي كان المركز الـ 59 في سنة 2000.

## النهائيات

### الزوجي: 1 (0–1)
| الحصيلة | الرقم | السنة | الدورة                      | الأرضية | الشريك               | المنافس في النهائي         | النتيجة في النهائي |
| ------- | ----- | ----- | --------------------------- | ------- | -------------------- | -------------------------- | ------------------ |
| الوصافة | 1.    | 2000  | بطولة مارسيليا للتنس، فرنسا | صلبة    | خايرو فيلاسكو جونيور | سيمون أسبلين يوهان لندسبرغ | 6–7(2–7), 4–6      |

## روابط خارجية
- خوان اجناسيو كاراسكو على موقع رابطة محترفي التنس (الإنجليزية)
- خوان اجناسيو كاراسكو على موقع الاتحاد الدولي لكرة المضرب (الإنجليزية)
- خوان اجناسيو كاراسكو على موقع خلاصة التنس.كوم (الإنجليزية)